# Argonavt Cove
Die Argonavt Cove (englisch; bulgarisch залив Аргонавт saliw Argonawt) ist eine 1,85 km breite und 950 m lange Bucht an der Nordküste von Nelson Island im Archipel der Südlichen Shetlandinseln. Sie liegt östlich des Retamales Point und westlich des Baklan Point.
Die bulgarische Kommission für Antarktische Geographische Namen benannte sie 2014 nach dem bulgarischen Trawler Argonawt, der unter Kapitän Kosjo Angelow von Dezember 1978 bis Juli 1979 für den Fischfang und limnologische Studien in den Gewässern um Südgeorgien und um die Südlichen Orkneyinseln tätig war.